# Les Deveses

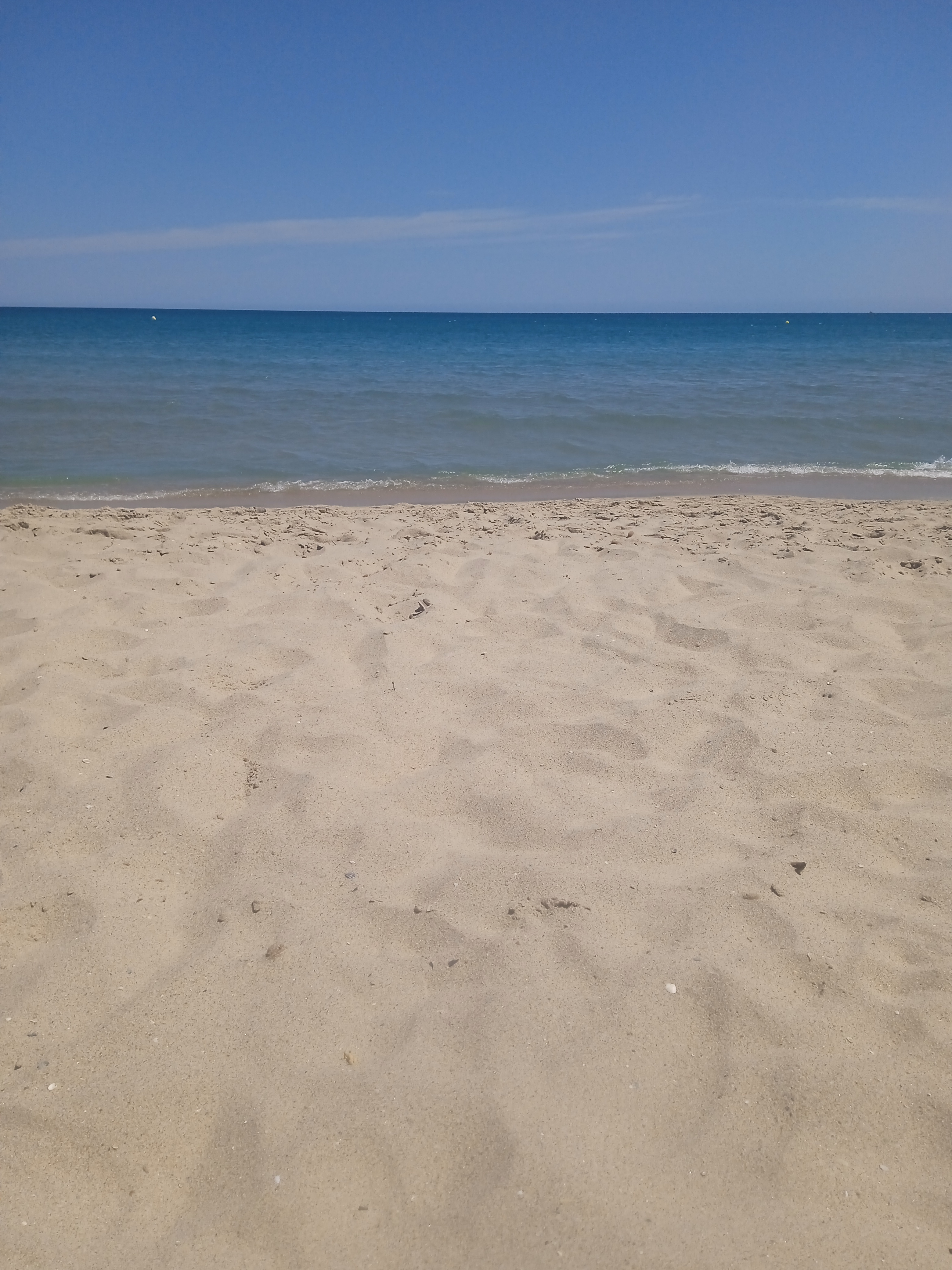
Les Deveses en verano

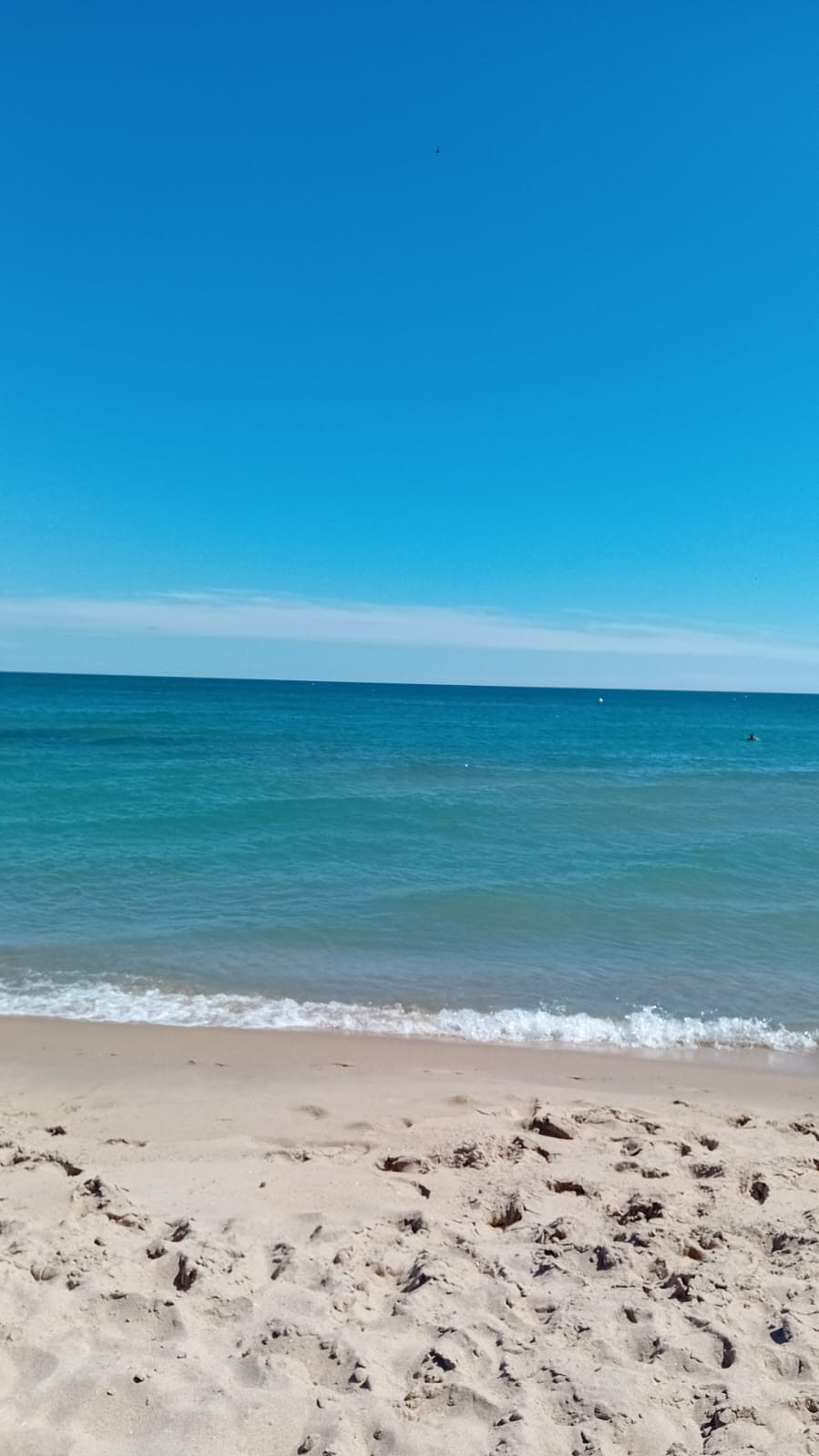
Les Deveses

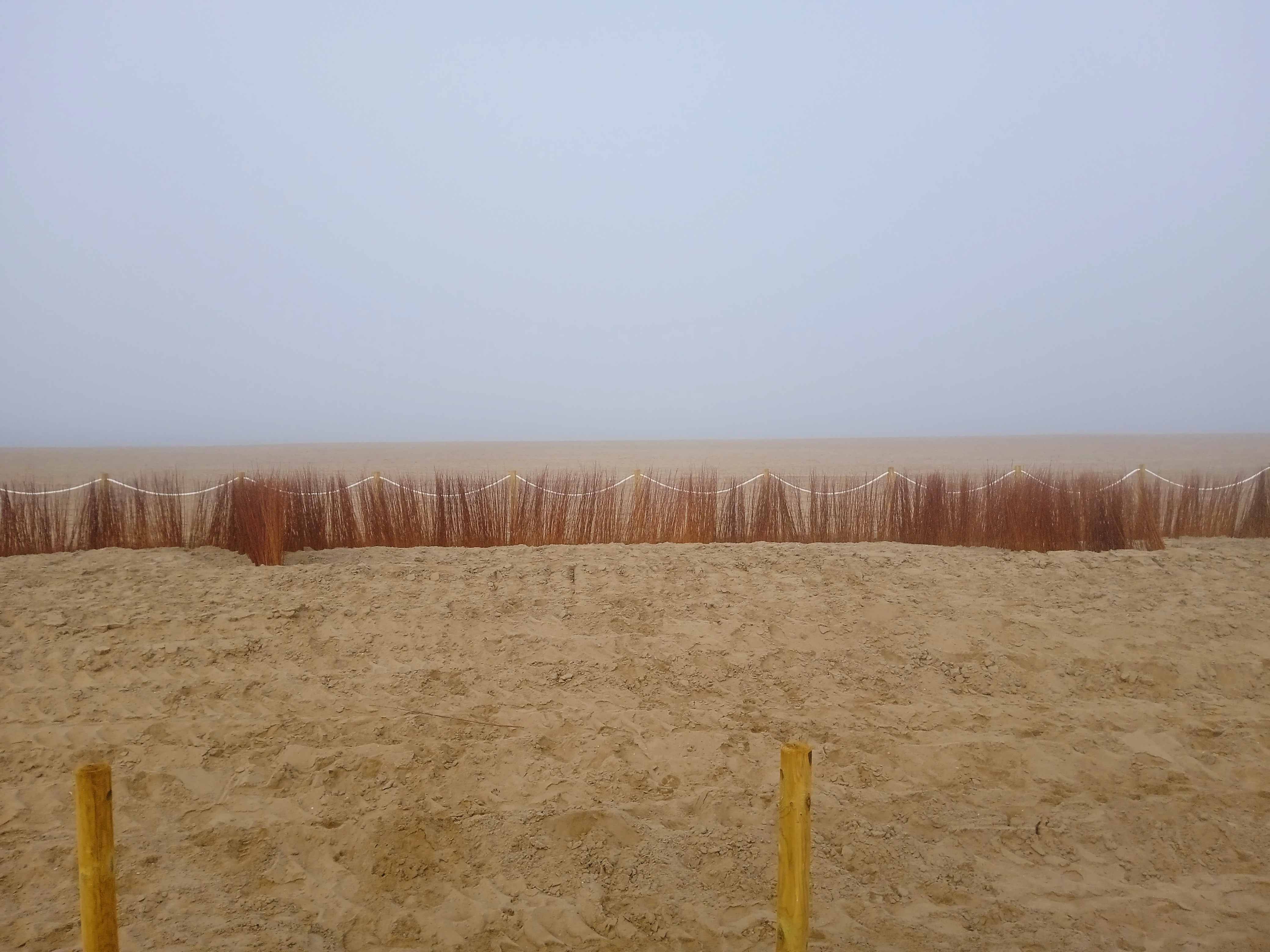
Recientemente acabadas debido a la regeneración.

Les Deveses es la playa más septentrional de Dénia (Alicante, España) y está situada en la zona norte de Les Marines. Tiene una extensión de 4,87 km. Empieza en el río Racons o Molinell (que separa las localidades de Pego y Oliva, y por ende, las provincias de Alicante y Valencia) y marca el inicio de la Costa Blanca.
Es una playa de arena fina dorada y dunas. En el límite con la playa de la Almadraba encontramos canto rodado. 
Cuenta con instalaciones de pasarelas, lavapiés, papeleras, chiringuito, hamacas y sombras. La playa tiene servicio de socorrismo.
El viento hace que sea una playa adecuada para practicar windsurf y kitesurf, especialmente en los meses de verano, con los vientos Garbí (viento) y Llebeig. 
También tiene un campo de vóley-playa.
La playa cuenta con el certificado ISO 9001-2000 (gestión de calidad) e ISO 14001 (gestión medioambiental).
Regeneración de Les Deveses
Gracias a la regeneración llevada a cabo entre los años 2022-2024 se ha aumentado la anchura hasta 75 m . La principal causa era la regresión de la costa y el mar que ha ido engulliéndose arena y levante anchura hasta que en algunos lugares el agua llegue a tocar muros de las casas más cercanas. También se ha llevado a cabo una regeneración dunar en la que se han construido dunas para aumentar valor paisajístico y para proteger las casas de los temporales . Se han construido 3 escolleras: la primera junto al río Racons, la segunda en la calle río Grande y la tercera en la calle río Deva.